# Kazimierz Subieta
Kazimierz Subieta (ur. 19 lipca 1944 w Góranach) – polski informatyk, specjalista w zakresie baz danych, profesor zwyczajny nauk technicznych. Żonaty, ma córkę i syna.

## Zainteresowania naukowe
Zainteresowania naukowe prof. Subiety obejmują inżynierię oprogramowania, bazy danych, systemy rozproszone, workflows, technologie internetowe, portale i e-learning. Jest, wraz ze swymi studentami, twórcą podejścia stosowego do semantyki i konstrukcji obiektowych języków zapytań (Stack-Based Approach, SBA) oraz języka zapytań i programowania obiektowych baz danych SBQL (Stack-Based Query Language).

## Biografia naukowa
W 1967 uzyskał stopień magistra inżyniera broniąc na Politechnice w Charkowie (Ukraina) pracy o sprzętowej obsłudze sensorów. Od 1968 do 1970 pracował jako inżynier w Polsce. Od 1970 do 1973 studiował jako doktorant na Politechnice Warszawskiej, co zakończyło się doktoratem z matematycznych modeli wyszukiwania informacji. Od 1973 do 2011 pracował w Instytucie Podstaw Informatyki PAN (IPIPAN); odszedł na emeryturę. Między 1985 i 1989 pracował też dla Intra Video GmbH w Zachodnim Berlinie jako programista i project manager. W tym czasie (1988) zrobił też w IPIPAN habilitację na temat stosowego podejścia do semantyki bazodanowych języków zapytań. Od 1991 do 1993 wykładał na Uniwersytecie w Hamburgu, zaś między 1994 a 1996 na Uniwersytecie w Kioto. Od 2002 do 2008 wykładał także na Wydziale Elektrotechniki, Elektroniki, Informatyki i Automatyki Politechniki Łódzkiej. Od 1998 wykłada w Polsko-Japońskiej Wyższej Szkole Technik Komputerowych w Warszawie. W 2004 został mianowany profesorem zwyczajnym na wniosek Rady Naukowej IPIPAN. Jest autorem ponad 190 publikacji naukowych i raportów, w tym 10 książek. Wypromował 17 doktorów i ponad 100 magistrów.

## Poglądy
Prof. Subieta ma wyraziste poglądy na temat związków teorii z praktyką w informatyce, które wygłaszał wielokrotnie w różnych kręgach, także wśród teoretyków:
Denerwujący jest misjonarski ton niektórych teoretyków, którzy pouczają ciemny informatyczny lud jak należy budować duże oprogramowanie, podczas gdy wiadomo, ze najdłuższe oprogramowanie, które sami napisali, ma rozmiar 5-ciu linijek kodu. (Patrz hasło "teoretyczny terrorysta" z mojego słownika.) Niestety, z tego rodzaju ludźmi wojuje od lat trzydziestu, więc cala masa urazów wynikających z całkowicie innego rozumienia terminu "nauka" przeze mnie i przez moje dalsze otoczenie(...) Najgorzej jest chyba w takich krajach jak Polska, gdzie teoretycy dominują we wszystkich ciałach, modelem teoretycznym jest "od teorii do praktyki", zaś modelem praktycznym "od teorii do składu makulatury".(...)Mój ton wynika z faktu, ze obracam się od lat w środowisku pseudo-teoretyków i muszę co jakiś czas systematycznie im przypominać o tym co sadze o ich teoriach – po to aby ustanowić szeroka linie demarkacyjna pomiędzy tym, co robię, a tym, co robią teoretycy. Brak tej linii powoduje, ze mogę być zaatakowany przez jakiegoś cymbała w stylu "kiedy udowodnimy te twierdzenia, to wszystkie pana problemy przestaną istnieć".
... Niewiele osób obserwujących komputerową scenę z pewnego dystansu zdaje sobie sprawę, że „nauki komputerowe” (computer science) nie są „nauką” w tradycyjnym rozumieniu tego terminu. Rozwój w dziedzinach związanych z komputerami oznacza przede wszystkim wynalazczość i nowe zastosowania. Działalność ściśle naukowa, zmierzająca do wypracowania obiektywnych zasad, teorii, metodologii i klasyfikacji, jest nieskuteczna, zwykle spóźniona w stosunku do aktualnych potrzeb i zbytnio obciążona zastanymi paradygmatami i kryteriami naukowymi. Przykładem mogą służyć matematyczne teorie w dziedzinie inżynierii oprogramowania, które od lat dryfują w kierunku scholastycznych mielizn pozostawiając po sobie wrakowisko pseudo-wiedzy, pseudo-podstaw i pseudo-autorytetów. Wynalazczość nie podlega kryteriom naukowym, jest spontanicznym błyskiem intelektu wynikającym z wiedzy, doświadczenia, wyczucia potrzeby rynkowej, wyczucia szansy zarobienia pieniędzy. ...(K.Subieta. Obiektowość w bazach danych: koncepcje, nadzieje i fakty. Część 3. Obiektowość kontra model relacyjny Informatyka, Marzec 1998, str.26-33)
Prof. Subieta wpisał się, jako ateista na Internetową Listę Ateistów i Agnostyków.
W 2013 odznaczony Złotym Krzyżem Zasługi.